# 阿庫拉特納亞灣
70°45′S 11°48′E / 70.750°S 11.800°E
阿庫拉特納亞灣（英語：Akkuratnaya Cove），是南極洲的海灣，位於毛德皇后地的阿斯特里德公主海岸，處於納傑日德島東南面5公里的席爾馬赫山北面，由蘇聯探險隊繪入地圖，現時由南極條約體系管理。

## 外部連結
- 本条目引用的公有领域材料来自美国地质调查局的文档《阿庫拉特納亞灣》 （資料來自地名信息系统）。